# I Don’t Believe in Miracles / Superhero
ang. I Don’t Believe in Miracles / Superhero, ros. Я не верю в чудеса / Супергерой – pierwszy singel Alexandra Rybaka z płyty Black Lightning Soundtrack, wydany w 2009 roku.
Teledysk był kręcony na wyspie w Rosji.

## Pozycje
| Chart                 | Miejsce |
| --------------------- | ------- |
| Russian Airplay Chart | 18      |